# Poliez-le-Grand
Poliez-le-Grand är en ort i kommunen Montilliez i kantonen Vaud i Schweiz. Den är kommunens huvudort och ligger cirka 13 kilometer norr om Lausanne. Orten har cirka 977 invånare (2020).
Orten var före den 1 juli 2011 en egen kommun, men slogs då samman med kommunerna Dommartin, Naz och Sugnens till den nya kommunen Montilliez.